# Profanation à la tête de porc

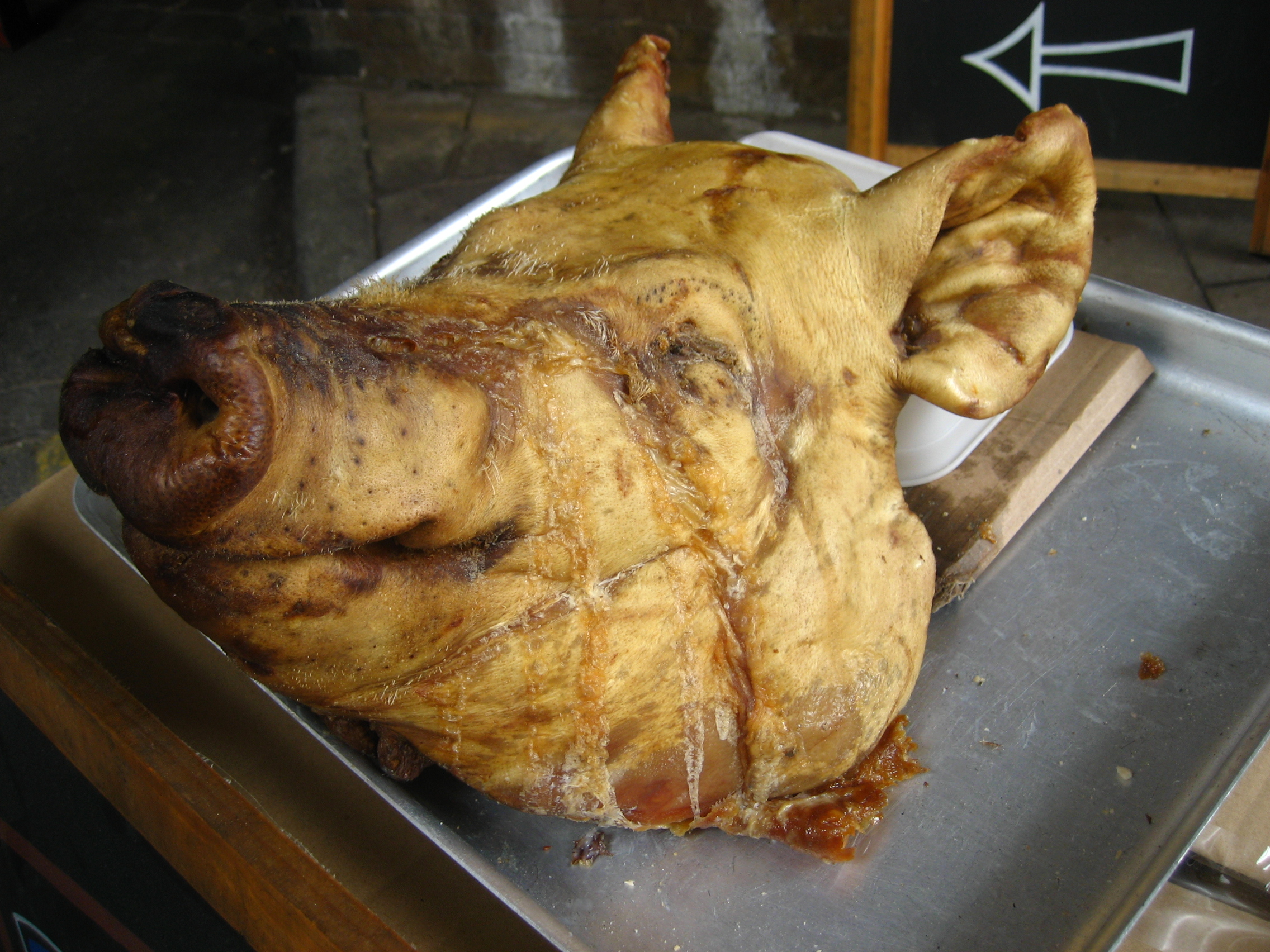
Tête de porc telle que celles utilisées pour effectuer ces profanations.

La profanation à la tête de porc,, est un type de profanation consistant en l’exhibition d'une tête de cochon dans ou à proximité de lieux culturels, cultuels ou administratifs, liés, ou prétendument liés, à une culture excluant le porc de ses règles alimentaires.
Ce sont ainsi généralement les religions musulmane et judaïque qui sont visées, et par extension les cultures, peuples ou pays qui leur sont prétendument liés comme les cultures musulmane et juive, les Arabes, les Juifs, les pays arabes[réf. nécessaire] ou encore Israël.

## Descriptif et objectifs de l'acte
L'acte consiste en l'exhibition d'une (parfois plusieurs) tête de cochon séparée du corps de l'animal et volontairement disposée pour être visible par les passants ou les visiteurs du lieu concerné.
La tête peut être soit déposée au sol devant le lieu,, soit déposée dans un élément décoratif comme un pot de fleur ou des colonnes d'entrées, ou bien empalée dans la grille d'entrée.
D'autres parties du corps du cochon peuvent être utilisées pour ces profanations, comme ses pieds, ou encore le corps entier d'un porcelet. De manière additionnelle, du sang de porc peut être aspergé sur le sol ou les murs. Il existe aussi des cas d'utilisation de têtes de sanglier, comme en France dans la Haute-Marne en 2014 ou en Corse en 2013.
Cette pratique a pour objectif d'offenser les visiteurs ou propriétaires du lieu concerné, en France principalement la communauté musulmane. Elle est donc généralement assimilée à de l'islamophobie, et à de l'antisémitisme en cas d'offense ciblant les juifs.
En effet, le culte musulman et par extension la culture musulmane réprouve la consommation du porc qui est considéré comme un interdit alimentaire (voir Halâl et Harâm) ; de même pour le culte judaïque et par extension pour la population juive qui réprouve ceci en accord avec les règles religieuses de la cacherout.

## Objectifs recherchés et réactions
Ces actes expriment un rejet de la religion incriminée. Certaines de ces profanations ont lieu durant des périodes religieuses précises (comme le Ramadan) ou bien durant la phase de construction d'un lieu de culte (comme à Tahiti).
Certains auteurs expriment aussi une défiance à travers un lien supposé entre l'Islam et les attentats perpétrés en France.
Des associations musulmanes comme le CCIF, bien qu'opposée à la consommation de sa chair, rappelle que « les musulmans, s'ils ne mangent pas de porc, ne fuient pas devant un bout de cochon ».
En France, le gouvernement français condamne fermement ces pratiques. Manuel Valls, Premier ministre français en 2014, dira au sujet d'une profanation menée à Blois  :
« Je condamne avec la plus grande fermeté ces actes insupportables. (…) Ces actes vils et odieux, en visant délibérément un lieu de culte musulman, n'ont qu'un seul objectif : s'en prendre aux fondements de notre République. (Je vous) assure de la mobilisation des services de police pour identifier et interpeller les auteurs. »
Anouar Kbibech, président du Conseil français du culte musulman et du Rassemblement des musulmans de France, dénonce « une ambiance malsaine, où les musulmans font l'objet d'actes de stigmatisation ».

## Pratique

### En France
Cette pratique s'est développée à la fin du XXe siècle et au début du XXIe siècle. Elle concerne principalement la métropole mais il existe des cas en outre-mer comme en Polynésie française et à Mayotte.
Les actes de cette nature ne sont pas interdits dans le droit français et ne sont pas considérés comme relevant du tribunal correctionnel, comme le rappelle le président de l'Assemblée nationale Claude Bartolone en janvier 2014 (lettre adressée à madame A.G à la suite d'une profanation à l église de la Madeleine à Paris), qualification d'ailleurs non retenue dans l'affaire de Papeete. En effet, l'incitation non publique à la haine est une simple contravention de police et le fait de la rendre publique relève du délit de presse. Or, le fait de déposer une viande devant un lieu de culte n'est pas constitutif des faits ci-avant et le délit de blasphème n'est jamais retenu car ce dernier n'existe pas en France depuis 1789.
Il n'existe pas aujourd'hui de recensement précis de ces actes ni de dénombrement. Voici une liste non exhaustives de ces actes en France :
| Date              | Localisation      | Contexte particulier             |
| ----------------- | ----------------- | -------------------------------- |
| [Quand ?] 2012    | Amboise           | Construction d'une mosquée       |
| 1er août 2012     | Montauban         | Durant le Ramadan                |
| 27 mai 2013       | Narbonne          | Construction d'une mosquée       |
| 10 novembre 2013  | Montauban         | Durant le Ramadan                |
| 13 novembre 2013  | Hazebrouck        | aucun                            |
| 21 novembre 2013  | Corse             | aucun                            |
| 12 février 2014   | Blois             | aucun                            |
| 18 juillet 2014   | Ambérieu-en-Bugey | Construction d'une mosquée       |
| 22 septembre 2014 | Pontarlier        | aucun                            |
| 31 décembre 2014  | Mayotte           | Réveillon de la Saint-Sylvestre, |

Ce type de profanation sur les synagogues ou autres lieux liés à la communauté juive semble plus rare en France.

### Dans d'autres pays
De tels actes ont pu aussi avoir lieu à l'étranger comme à Stockholm en Suède en 2013. Des cas ont aussi été recensés aux États-Unis (comme à Philadelphie en décembre 2015). Ces derniers ciblaient des communautés musulmanes.
La communauté juive a elle aussi été la cible de ces attaques comme à Rome, en Russie ou encore en Lituanie.

## Précédent dans l'histoire
Ces actes ne sont pas sans rappeler la Judensau (littéralement en allemand : « Truie des Juifs ») qui vise à travers divers représentations à assimiler les juifs aux porcs; mais aussi les profanations du temple de Jérusalem par Antiochos IV à travers des sacrifices de porc à l'intérieur du lieu de culte.
De tels actes ont pu être réalisés au XXe siècle comme le 6 avril 1939 lorsqu'une tête de porc fut déposée devant une synagogue à Londres.